# 笠井昌昭
笠井 昌昭（かさい まさあき、1934年5月21日 - 2013年3月9日）は、日本の歴史学者。同志社大学名誉教授。専門は日本文化史。

## 経歴
1934年、山梨県都留市で生まれた。1953年、同志社大学文学部文化学科に入学し、石田一良の下で学んだ。1957年に卒業し、同大学大学院文学研究科に進んだ。1967年に博士課程を退学。
1962年、同志社大学文学部助手に採用された。1964年に講師、1967年に助教授に昇格。1970年、学位論文『信貴山縁起絵巻の研究』を同志社大学に提出して 文学博士号を取得。1972年、同志社大学文学部教授に昇格。2005年に同志社大学を退職して名誉教授となった。

## 研究内容・業績
専門は日本文化史。師・石田一良の文化史学研究を継承して、特定の時代・分野にとらわれることなく日本文化全体を通観する相対的な研究を進めた。

## 著作
著書
- 『信貴山縁起絵巻の研究』平楽寺書店 1971
- 『天神縁起の歴史』雄山閣 1973
- 『日本文化史：彫刻的世界から絵画的世界へ』ぺりかん社 1987
- 『コネティカットの四季：スケッチ絵はがき便り、ニューイングランドから』ワコール企画デザイン事業部 1988
- 『古代日本の精神文化』ぺりかん社 1989
- 『虫と日本文化』大巧社 1997
- 『日本の文化』ぺりかん社 1997

共編著
- 『奈良美術史入門 鑑賞のてびき』中村二柄・小川光暘共著、飛鳥園 1960
- 『ねる歴史：日本の寝具』小川光暘共著、日本ソノサービスセンター(歴史文庫)  1968
- 『古代の造形 奈良美術史入門』小川光暘共著、芸艸堂 1976
- 『本朝画史』狩野永納編 共訳、佐々木進・竹居明男注、同朋舎出版 1985
- 『公卿補任年表』山川出版社 1991
- 『文化史学の挑戦』編著、思文閣出版 2005[2]
- 『針聞書：虫の知らせ』長野仁・東昇共著、ジェイ・キャスト 2007
- 『日本思想史辞典』石毛忠・今泉淑夫・原島正・三橋健共編、山川出版社 2009